# Цикл трикарбонових кислот
Цикл трикарбо́нових кисло́т (цикл Кре́бса, цитра́тний цикл) — центральна частина загального шляху катаболізму, циклічний біохімічний процес аеробних організмів, в ході якого відбувається перетворення двох- і трьохвуглецевих сполук, що утворюються як проміжні продукти в живих організмах при розпаді вуглеводів, жирів і білків, до CO2. При цьому звільнений водень прямує в ланцюг тканинного дихання, де надалі окислюється до води, беручи безпосередню участь в синтезі універсального джерела енергії — АТФ.
Цикл Кребса — це ключовий етап дихання всіх клітин, що використовують кисень (аеробне дихання), центр перетину безлічі метаболічних шляхів в організмі. Окрім значної енергетичної ролі циклу відводиться також і істотна пластична функція, тобто це важливе джерело молекул-попередників, з яких в ході інших біохімічних перетворень синтезуються такі важливі для життєдіяльності клітини сполуки, як амінокислоти, вуглеводи, жирні кислоти та ін.
Цикл перетворення лимонної кислоти в живих клітинах відкрив і вивчав німецький біохімік Ганс Кребс, за цю свою роботу його (спільно з Фріцем Ліпманом) відзначено Нобелівською премією з фізіології та медицини 1953 року.
У еукаріотів всі реакції циклу Кребса протікають усередині мітохондрій, причому ферменти, що їх каталізують, окрім одного, знаходяться у вільному стані в мітохондріальному матриксі, винятком є сукцинатдегідрогеназа, яка локалізується на внутрішній мітохондріальній мембрані, вбудовуючись в ліпідний бішар. У прокаріотів реакції циклу протікають в цитоплазмі.
| Субстрат            | Фермент                         | Тип реакції                    | Реагенти/ Коферменти | Продукти/ Коферменти |
| ------------------- | ------------------------------- | ------------------------------ | -------------------- | -------------------- |
| I. Оксалоацетат     | 1. Цитрат-синтаза               | Конденсація                    |                      |                      |
| II. Цитрат          | 2. Аконітаза                    | Дегідратація                   |                      | H2O                  |
| II. цис-Аконітат    | 3. Аконітаза                    | Гідратація                     | H2O                  |                      |
| III. Ізоцитрат      | 4. Ізоцитратдегідрогеназа       | Окиснення                      | НАД+                 | НАД H + H+           |
| III. Оксалосукцинат | 5. Ізоцитратдегідрогеназа       | Декарбоксилювання              |                      |                      |
| IV. α-Кетоглутарат  | 6. α-Кетоглутарат дегідрогеназа | Окиснювальне декарбоксилювання | НАД+ + HS-KoA        | НАД H + H+ + CO2     |
| IV. Сукциніл-КоА    | 7. Сукциніл-КоА-синтетаза       | Гідроліз                       | ГДФ + Фн             | ГТФ + HS-КоА         |
| V. Сукцинат         | 8. Сукцинатдегідрогеназа        | Окиснення                      | ФАД                  | ФАД H2               |
| VI. Фумарат         | 9. Фумараза                     | Гідратація                     | H2O                  |                      |
| VII. L-Малат        | 10. Малатдегідрогеназа          | Окиснення                      | НАД+                 | НАД H + H+           |
|                     |                                 |                                |                      |                      |

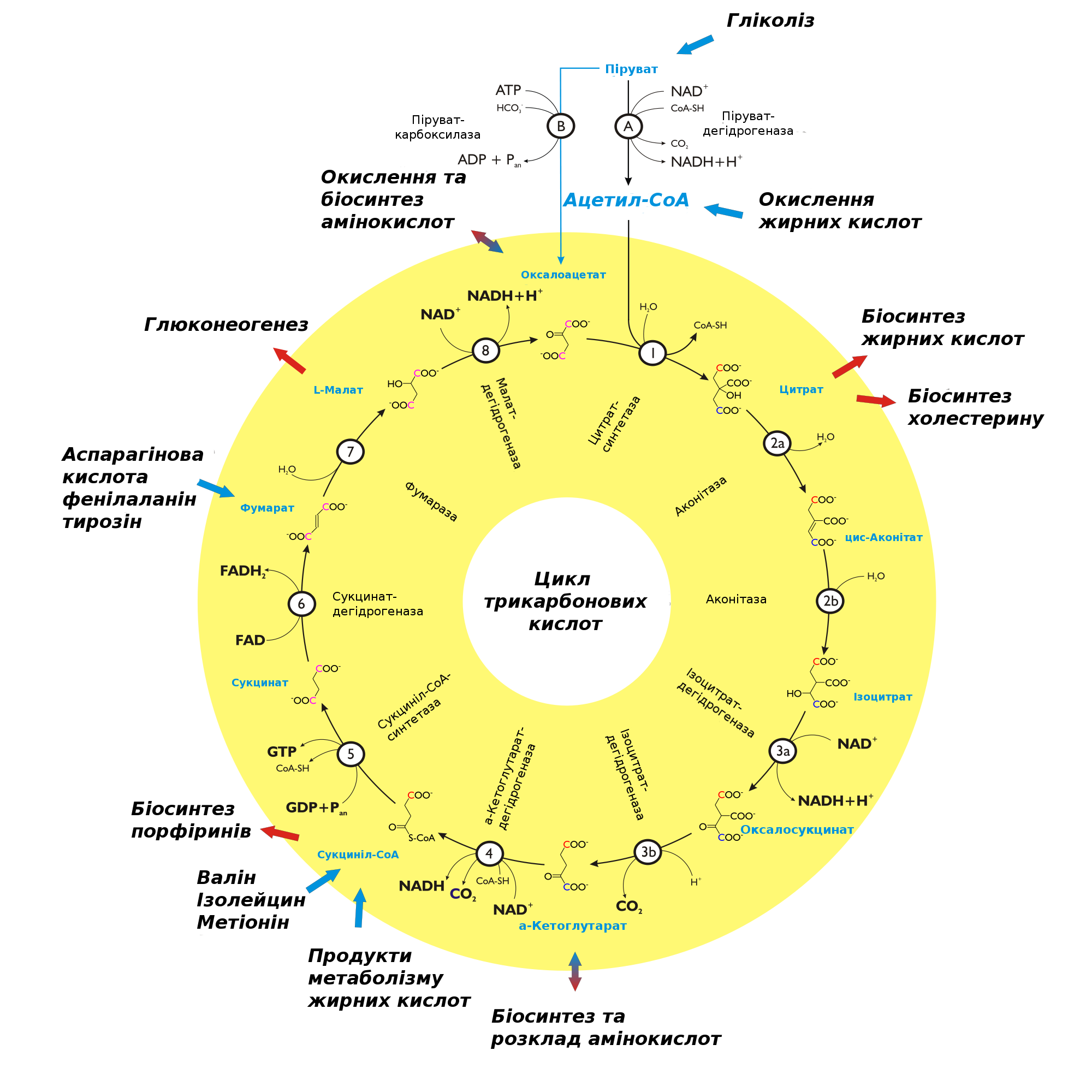
Схема циклу трикарбонових кислот

Загальне рівняння одного обороту циклу Кребса:
Ацетил-КоА → 2CO2 + КоА + 8e−